# Ocys
Ocys is een geslacht van kevers uit de familie van de loopkevers (Carabidae). De wetenschappelijke naam van het geslacht is voor het eerst geldig gepubliceerd in 1828 door Stephens.

## Soorten
Het geslacht Ocys omvat de volgende soorten:
- Ocys andreae (Jeannel, 1937)
- Ocys beatricis Magrini, Cecchi & Lo Cascio, 1998
- Ocys bedeli (Peyerimhoff, 1908)
- Ocys crypticola Jeanne, 2000
- Ocys davatchii Ledoux, 1975
- Ocys elbursensis Morvan, 1974
- Ocys harpaloides (Audinet-Serville, 1821)
- Ocys hoffmanni (Netolitzky, 1917)
- Ocys inguscioi Magrini & Vanni, 1992
- Ocys ledouxi Morvan, 1974
- Ocys pecoudi Colas, 1957
- Ocys pennisii Magrini & Vanni, 1989
- Ocys peyerimhoffi (Paulian & Villiers, 1939)
- Ocys pravei (Lutshnik, 1926)
- Ocys pseudopaphius Reitter, 1902
- Ocys quinquestriatus (Gyllenhal, 1810)
- Ocys reticulatus (Netolitzky, 1917)
- Ocys soleymanensis Morvan, 1974
- Ocys tachysoides (Antoine, 1933)
- Ocys tassii Vigna Taglianti, 1995
- Ocys trechoides Reitter, 1895